# اندیس آنومالی دولت‌آباد
آنومالی دولت آباد یک اندیس فلزی است که در حوالی شهر سهل آباد استان خراسان قرار دارد و مادهٔ معدنی موجود در آن، طلا است.سنگ میزبان این اندیس کنگلومرا، مارن، ماسه‌سنگ و ژیپس است  